# Rik Impens
Rik Impens (Wichelen, 26 juli 1995) is een Belgische voetballer die onder contract staat bij HSV Hoek.

## Carrière

### AA Gent
In oktober 2013 tekende Impens zijn eerste contract bij Gentenaars. Hij zat al een paar keer in de selectie bij de voormalige coach van de Buffalo's Mircea Rednic. In augustus 2014 werd bekendgemaakt dat Impens samen met ploeg- en generatiegenoot Jari Vandeputte een jaar wordt uitgeleend aan tweedeklasser KSV Roeselare.

### KSV Roeselare
Hij maakte zijn debuut voor Roeselare tegen ASV Geel. Hij verving in de 76ste minuut Jari Vandeputte. Roeselare verloor de wedstrijd met 0-1.
Aan het einde van het seizoen raakte bekend dat Impens zijn contract bij AA Gent voor twee seizoenen verlengde. Het daaropvolgende seizoen werd hij wederom uitgeleend aan KSV Roeselare, om verdere progressie te maken.

### Statistieken
| Seizoen         | Club            | Land               | Competitie             | Competitie | Competitie | Beker | Beker | Internationaal | Internationaal | Totaal | Totaal |
| Seizoen         | Club            | Land               | Competitie             | Wed.       | Dlp.       | Wed.  | Dlp.  | Wed.           | Dlp.           | Wed.   | Dlp.   |
| --------------- | --------------- | ------------------ | ---------------------- | ---------- | ---------- | ----- | ----- | -------------- | -------------- | ------ | ------ |
| 2014/15         | AA Gent         | Vlag van België    | Jupiler Pro League     | 0          | 0          | 0     | 0     | 0              | 0              | 0      | 0      |
| 2014/15         | →KSV Roeselare  | Vlag van België    | Proximus League        | 29         | 4          | 0     | 0     | 0              | 0              | 29     | 4      |
| 2015/16         | →KSV Roeselare  | Vlag van België    | Proximus League        | 24         | 0          | 1     | 0     | 0              | 0              | 25     | 0      |
| 2016/17         | VW Hamme        | Vlag van België    | Eerste klasse amateurs | 28         | 5          | 2     | 0     | 0              | 0              | 30     | 5      |
| 2017/18         | HSV Hoek        | Vlag van Nederland | Hoofdklasse            |            |            | 3     | 1     | 0              | 0              |        |        |
| 2018/19         | HSV Hoek        | Vlag van Nederland | Derde divisie          | 34         | 18         | 2     | 2     | 0              | 0              | 36     | 20     |
| 2019/20         | HSV Hoek        | Vlag van Nederland | Derde divisie          | 23         | 15         | 2     | 0     | 0              | 0              | 25     | 15     |
| 2020/21         | HSV Hoek        | Vlag van Nederland | Derde divisie          | 6          | 3          | 1     | 0     | 0              | 0              | 7      | 3      |
| 2021/22         | HSV Hoek        | Vlag van Nederland | Derde divisie          | 30         | 11         | 1     | 1     | 0              | 0              | 31     | 12     |
| 2022/23         | HSV Hoek        | Vlag van Nederland | Derde divisie          | 11         | 1          | 3     | 1     | 0              | 0              | 14     | 2      |
| Carrière totaal | Carrière totaal | Carrière totaal    | Carrière totaal        | 185        | 57         | 15    | 5     | 0              | 0              | 200    | 62     |